# Мезенське
Мезе́нське (рос. Мезенское) — село у складі Зарічного міського округу Свердловської області.
Населення — 1457 осіб (2010, 1311 у 2002).
Національний склад населення станом на 2002 рік: росіяни — 92 %.